# Cœur de chien
Pour les articles homonymes, voir Cœur de chien (homonymie).
Cœur de chien (Собачье сердце) est une nouvelle satirique fantastique de Mikhaïl Boulgakov écrite en 1925.

## Historique
La nouvelle Cœur de chien a été écrite pour le journal littéraire Nedra (Les Entrailles) en 1925, mais elle ne sera pas publiée alors car elle est jugée contre-révolutionnaire. Publiée à l'étranger (en anglais en 1968 par Collins & Harvill Press, Londres; en français en 1971 par Champ libre, Paris, traduction de Michel Pétris), elle le sera pour la première fois en URSS dans le numéro 6 du journal Znamia (Знамя) en 1987.

## Résumé
Philippe Pilippovitch Preobrajenski est un chirurgien de renommée mondiale exerçant à Moscou, rue Oboukhov. Il habite, avec sa cuisinière Daria Petrovna et sa bonne à tout faire Zina, dans un luxueux appartement de sept pièces, où il consulte, réalise des opérations chirurgicales et pratique des études cliniques, assisté du docteur Bormenthal.
Cette relative abondance d'espace est contestée par le nouveau comité d'administration de l'immeuble et son président Schwonder, qui voudrait lui voir céder une des sept pièces pour pouvoir y installer un nouveau locataire.
Un jour d'hiver 1924, il ramasse dans la rue un chien errant, auquel il va substituer chirurgicalement l'hypophyse et les testicules par ceux d'un homme, dans le but d'étudier l'influence de ces organes sur le rajeunissement de l'organisme. Mais de curieux effets secondaires suivent l'opération : le chien se transforme peu à peu en homme et commence même à parler. 
Le chien devenu homme s'avère d'un sans-gêne sans égal et fait vivre à la maisonnée un véritable enfer en multipliant les bêtises. Avec l'aide de Schwonder, il parvient à acquérir des papiers, le nom « Poligraph Poligraphovich Bouboulov » et le statut officiel de locataire de l'une des chambres de l'appartement du docteur Preobrajenski. Il entame même une carrière à la sous-section d'épuration des animaux errants, où il se spécialise dans l'élimination des chats (dont les peaux servent de fourrures aux travailleurs). 
Les conflits entre Bouboulov et la maison Preobrajenski s'accentuent, et Bouboulov, dans le but de faire arrêter Preobrajenski, dénonce auprès de la police politique les propos contre-révolutionnaires fréquemment tenus par Preobrajenski. La dénonciation est néanmoins interceptée par une relation de Preobrajenski au sein de la police politique et est rapportée à ce dernier. 
Au retour de Bouboulov, Preobrajenski signifie à Bouboulov qu'il n'est plus le bienvenu dans l'appartement. Une bagarre éclate et Bouboulov est maîtrisé par Bormenthal.  
Quelques jours plus tard, Schwonder accompagne la police criminelle qui interroge Preobrajenski sur la supposée disparition de Bouboulov. Preobrajenski rétorque que ce dernier n'a jamais disparu et présente pour preuve un individu qui est en train de se "re-transformer" en chien. Preobrajenski explique que la science ne sait pas encore transformer les chiens en hommes, mais il est suggéré que le docteur a simplement réimplanté les organes originaux.

## Traductions
- Cœur de chien  (trad. Alexandre Karvovski), Ginkgo, 2019, 187 p. (ISBN 978-2-84679-435-0).

## Adaptations
- 1976 : Cœur de chien (en italien : Cuore di cane), film  germano-italien réalisé par Alberto Lattuada
- 1988 : Cœur de chien (en russe : Собачье сердце), téléfilm soviétique réalisé par Vladimir Bortko
- En 2010 De Nederlandse Opera a donné la première de Cœur de chien, opéra composé par Alexander Raskatov, mis en scène par Simon McBurney, qui a été repris par l'Opéra de Lyon en janvier 2014.